# Bains Roffe
Les bains Roffe (en russe : Ванное заведение А. И. Рофе) est un édifice classé de la ville de Yalta en Crimée. Cet édifice de style néomauresque a été construit en 1897 selon les plans de Nikolaï Krasnov (auteur du palais de Livadia, de l'église catholique de Yalta et de plusieurs palais et villas en Crimée). Depuis sa reconstruction, il porte désormais le nom d' hôtel Sofia, en l'honneur de la chanteuse Sofia Rotaru, habitante de Yalta qui a mené nombre de procès contre la municipalité pour sauver cet édifice.

## Histoire et description
L'édifice est construit dans la cour de l'hôtel de France (aujourd'hui détruit) pour le marchand Alexeï Roffe, propriétaire de la compagnie Roffe & fils. Le porche d'entrée est construit en style néomauresque. La façade est faite de marbre blanc et l'on peut lire le verset du Coran: Soit béni, comme l'eau. En plus du porche, le hall est en style oriental avec des décorations en stuc.
Des bains avec de l'eau de mer chauffée sont installés dans la grande salle pour un effet nettoyant et curatif réparateur, ainsi qu'une piscine intérieure. Ivan Bounine, Fiodor Chaliapine, Anton Tchekhov et d'autres membres de la Société des écrivains et des scientifiques s'y sont reposés; ils bénéficiaient d'une « réduction de prix quadruple » du marchand Roffe. C'était un homme d'affaires prospère. Son fils épousa la fille unique des propriétaires de la Villa Elena, hôtel de luxe renommé de Yalta. Les Roffe sont ruinés en 1921 avec l'arrivée du pouvoir bolchévique.
L'établissement est gravement endommagé pendant la Grande Guerre patriotique; mais les bains sont miraculeusement intacts. L'ensemble Tchernova Routa y organise ses répétitions après 1975. L'édifice menace d'être démoli dans les années 1980; mais la chanteuse Sofia Rotaru et d'autres personnalités réagissent auprès des autorités municipales. Il commence à être restauré en 1991 et il est classé en 1996 comme objet du patrimoine local.
L'édifice a été transformé en hôtel d'une soixantaine de chambres sous le nom d'hôtel Sofia.